# Таллос
Таллос (Thallus) — самарянский историк II или I века до н. э., написавший трёхтомную историю Сирии и Средиземноморья от занятия Трои до 112 до н. э.. Отцы церкви (Тертуллиан и другие) считают его авторитетом и часто ссылаются на него, так как Таллоса очень часто интерпретируют как самого раннего историка, упоминающего Иисуса Христа как историческую личность. Большинство произведений было утрачено, но часть сохранилась в истории мира Секста Юлия Африкана.